# Садиба на вулиці Саксаганського, 38
Садиба на вулиці Саксаганського, 38 — комплекс житлових будинків у Голосіївському районі міста Києва, на вулиці Саксаганського. Складається з двох будинків — двоповерхового чолового будинку № 38 та чотириповерхового флігеля № 38-б. Чоловий будинок № 38 — рідкісний зразок малоповерхової забудови Києва середини XIX століття, має статус щойно виявленої пам'ятки архітектури та містобудування.

## Історія
Садиба з'являється у записах 1849 року, коли її власником став колезький асесор Т. Драгомирецький. Первісно на червоній лінії вулиці стояв двоповерховий, Г-подібний у плані дерев'яний будинок, споруджений у стилі класицизму за типовим проєктом. У 1871 році до нього добудували одноповерхову дерев'яну прибудову, наступного, 1872-го року до об'єму на правому фланзі додали вхідний тамбур зі сходами, а в 1881 році зліва добудували ще один тамбур, що вів на перший поверх.
У 1899 році тогочасний власник садиби, А.-Г. Райзман замовив проєкт будівництва у глибині садиби чотириповерхового флігеля. Автором проєкту став архітектор Андрій-Фердінанд Краусс. Ймовірно, він був і автором перебудови чолового будинку, який обклали цеглою, прикрасили ліпним декором і прибудували на правому фланзі над входом декоративну вежечку.
У 1990-х роках в будівлях садиби почали капітальний ремонт. У 1994 році через невдалі реставраційні роботи у флігелі завалилася сходова клітка, майже повністю зруйнувавши будинок. За відбудову флігеля узялося ТОВ НВФ «Реле», внаслідок якого, хоча й фасад був відновлений згідно первісних креслень, надбудували п'ятий поверх із мансардою в центрі, перепланували внутрішній об'єм та замінили віконне заповнення, через що флігель втратив історико-архітектурну цінність.
Чоловий будинок садиби з 1990-х років — нежитловий, в ньому розташовані офіси та заклади харчування, зокрема, на другому поверсі базувався Державний естрадно-симфонічний оркестр України. Вранці 4 березня 2015 року в будинку сталася масштабна пожежа, вона виникла під дахом будівлі і через велику кількість дерев'яних елементів та конструкцій швидко розповсюдилася. У пожежі, чия площа складала близько 400 м², загинуло двоє пожежників, на яких завалилася балка і перекрила вихід. Попередньою причиною займання ДСНС назвала коротке замикання в електропроводці. Мер Києва Віталій Кличко заявив, що за словами пожежників, на горищі будинку був склад легкозаймистих речовин, зокрема, стояла каністра з бензином. На думку Миколи Лисенка, художнього керівника Державного естрадно-симфонічного оркестру України, що базувався у кількох офісах на другому поверсі, причиною пожежі був зумисний підпал, метою якого було вижити оркестр з цього будинку.
24 березня 2021 року в будинку № 38 знову сталася пожежа, займання виникло на даху будинку. Пожежу ліквідували протягом двох годин, жертв не було. Попередньою причиною знову назвали замикання електропроводки. Київські активісти із захисту культурної спадщини вважають підозрілим факт другої за останні роки пожежі.

## Опис
Чоловий будинок садиби (№ 38) стоїть на червоній лінії забудови вулиці. Будівля двоповерхова на невисокому цоколі, прямокутна у плані, дерев'яна, обкладена цеглою, тинькована (тиньк імітує цегляне мурування). Покриття вальмового даху імітує черепицю. Фасад семивіконний, асиметричний, на правому фланзі — тамбур з аттиковим завершенням, увінчаним невеликою восьмигранною шатровою вежею. Оздоблення — у стилі історизму з елементами неоренесансу. Вікна прямокутні, на другому поверсі прикрашені простими лиштвами та сандриками, вузькими надвіконними фільонками з геометричним ланцюговим орнаментом, підвіконними вставками з ліпним рослинним орнаментом, аналогічний декор мають вертикальні фільонки у простінках між вікнами. Три центральних вікна другого поверху додатково обрамлені модифікованими лопатками з композитними капітелями, аналогічні лопатки фланкують фасад з обох боків. Вікна бічного фасаду також прикрашені лиштвами та сандриками.
Флігель (№ 38-б) розташований паралельно чоловому будинку, в глибині садиби. Первісно чотириповерховий, під час реконструкції наприкінці XX — на початку XXI століття був надбудований п'ятий поверх із мансардою. Будівля цегляна, Т-подібна  плані, односекційна. Фасад виконаний у стилі історизму із декоративними елементами ренесансу і бароко.

## Галерея

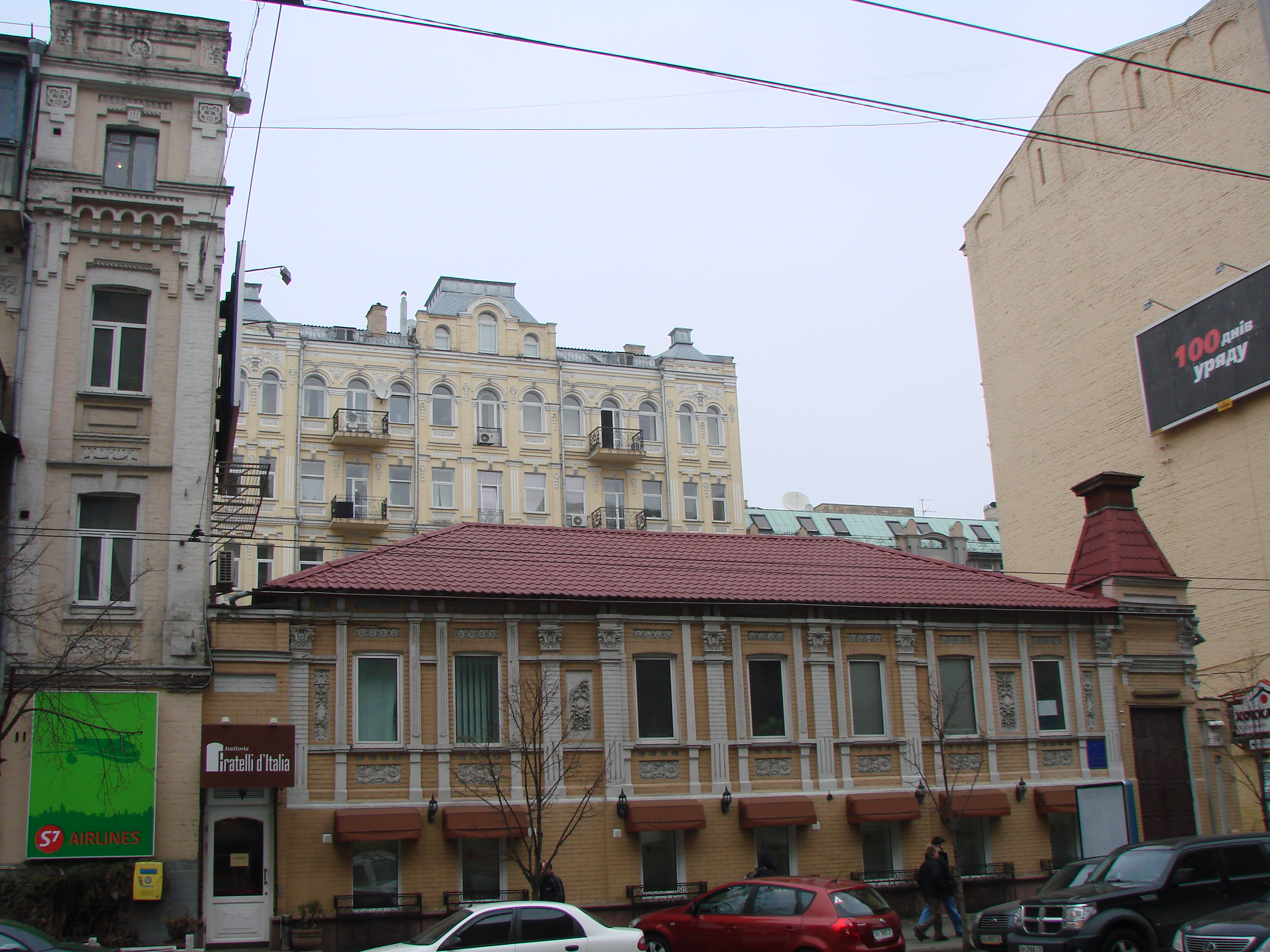
Будинок у 2008 році
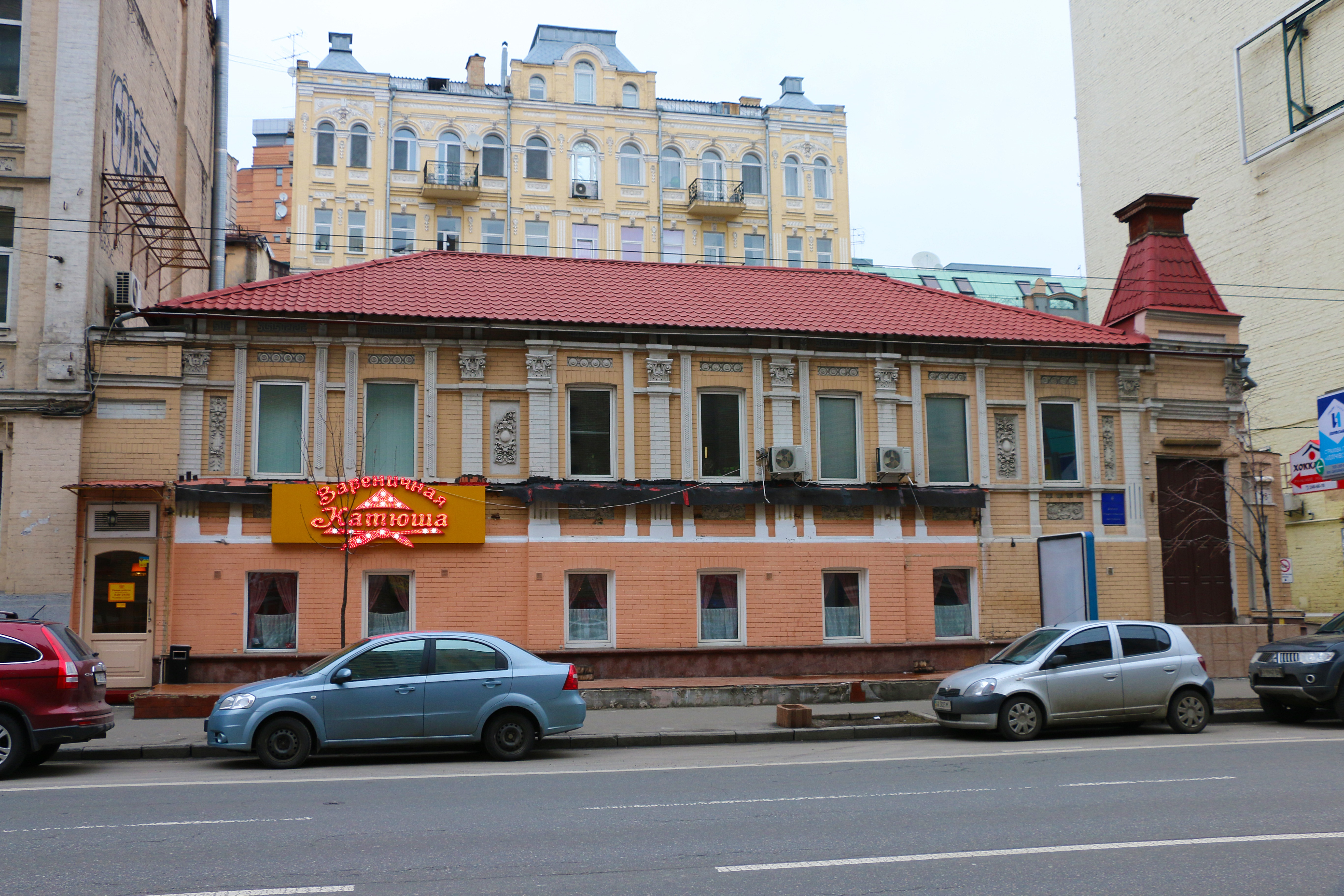
Вигляд з вулиці Саксаганського, 2015 рік
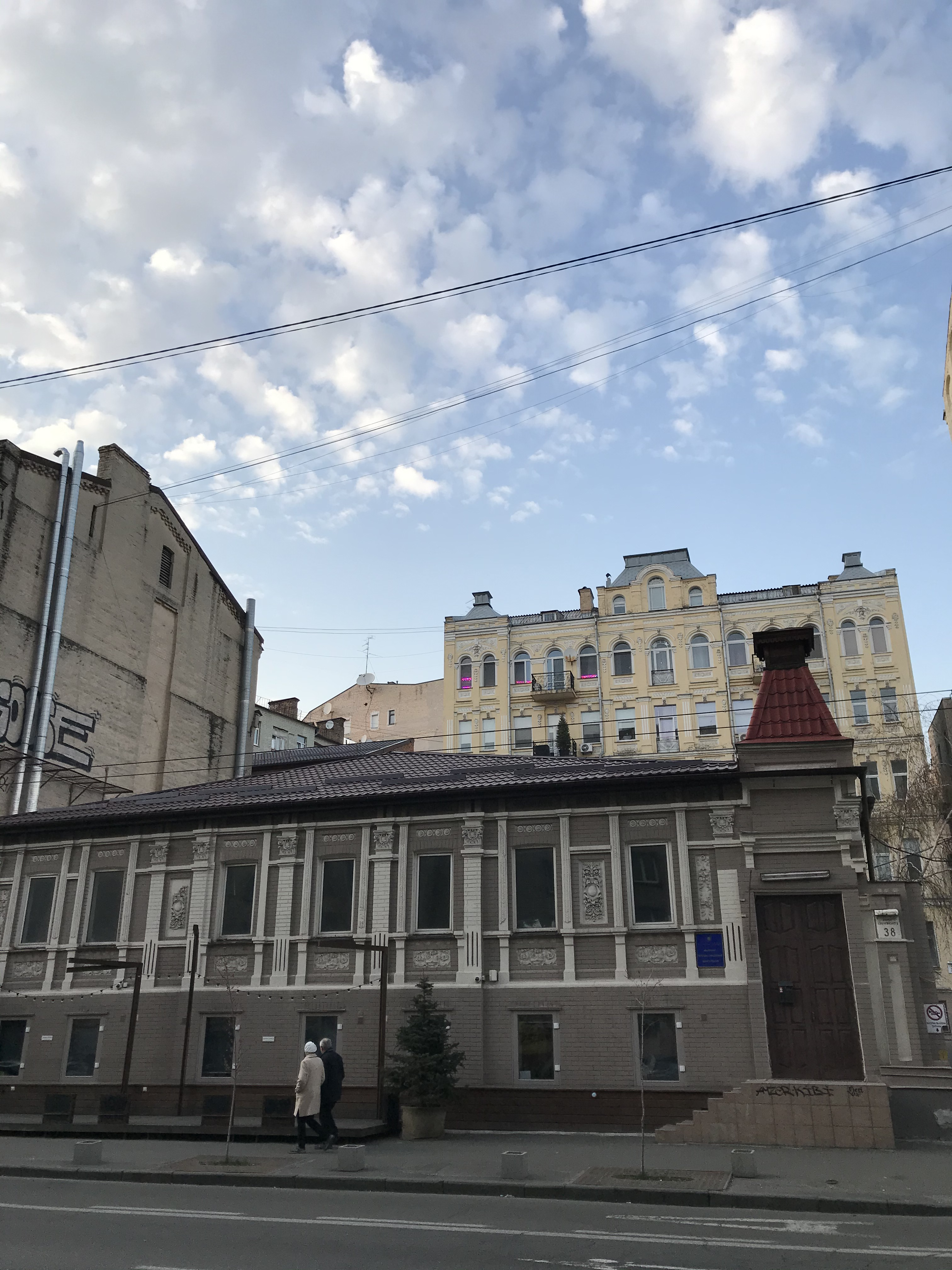
Будинок у 2020 році
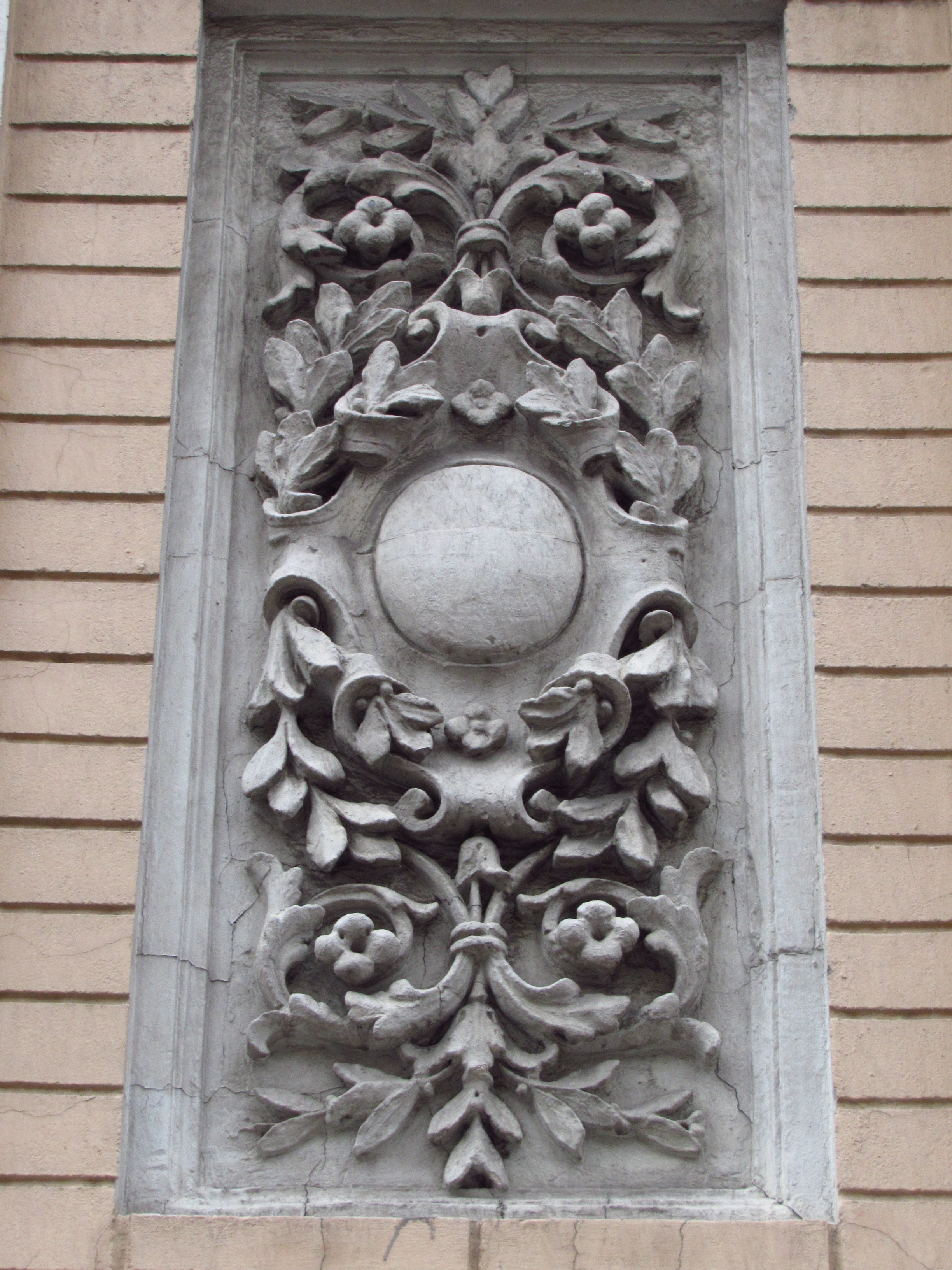
Елемент декору